# Samuel Wise
Samuel Wise var en brittisk ingenjör som 1769 tog patent på en stickmaskin som stickade rundstickning. Detta innebar att man för första gången industriellt kunde tillverka strumpor utan söm.